# Malatesta (stacja metra)
Malatesta – stacja na linii C metra rzymskiego. Stacja znajduje się pod Piazza Roberto Malatesta, w dzielnicy Prenestino-Labicano, obsługując obszary Pigneto i Torpignattara.
Ma trzy wejścia, dwie po północnej stronie placu (możliwość przesiadki do autobusów miejskich) i jedną po stronie wschodniej, na skrzyżowaniu z Via Roberto Malatesta. 

## Historia
Budowa rozpoczęła się w kwietniu 2007 i zakończyła się w styczniu 2015. Ukończona i przekazana rzymskiemu przedsiębiorstwu transportu publicznego ATAC na wstępne ćwiczenia w dniu 12 maja 2015, stacja została udostępniona publicznie w dniu 29 czerwca 2015 wraz z innymi stacjami odcinka Mirti-Lodi.